# Борихино (Тверь)
Бори́хино — микрорайон (деревня) Пролетарского района города Тверь Тверской области России.

## География
Находится в юго-западной части города, к югу от Первомайской рощи и промзоны Борихино поле, между левым берегом реки Тьмаки и деревней Деревнище.

## История
Борихино вошло в состав города Калинина в 1977 году.

## Инфраструктура
Формируется промзона. 
Сохранилась индивидуальная застройка усадебного типа.
Успенский Желтиков мужской монастырь

## Транспорт
Возле Борихино проходит  шоссе Москва—Санкт-Петербург (М-10 Россия, участок Южный обход Твери). Остановки общественного транспорта «Борихино поле», «Борихино поле-2».